# Weinmannia ulei
Weinmannia ulei är en tvåhjärtbladig växtart som beskrevs av Friedrich Ludwig Diels. Weinmannia ulei ingår i släktet Weinmannia och familjen Cunoniaceae. Inga underarter finns listade i Catalogue of Life.